# Евердел
Евердел (англ. Everdell) — настільна гра для 1–4 гравців (або для 1–6 з доповненнями), розроблена Джеймсом Вілсоном і видана Starling Games у 2018 році. У грі гравці беруть на себе ролі лісових тварин, які будують місто протягом чотирьох сезонів, збираючи ресурси, вербуючи працівників і споруджуючи будівлі. Гра отримала схвальні відгуки критиків, особливо за її художнє оформлення та компоненти. В Україні гра локалізована видавництвом Ігромаг[первинне джерело].
У грудні 2023 року було випущено продовження гри під назвою Everdell Farshore.

## Ігровий процес
Протягом чотирьох сезонів гравці розміщують своїх лісових тварин, щоб отримати ресурси для купівлі карт, які додаються до їх особистого ігрового поля і приносять очки або надають спеціальні можливості, що допомагають будувати місто. Гра починається з простих дій, але складність поступово зростає, оскільки карти гравців отримують синергію з новими придбаними картами. Окрім очок, отриманих за карти, гравці отримують додаткові очки за виконання подій, за комбінації типів карт та за бонуси кінця гри, які надаються певними картами.

## Відгуки

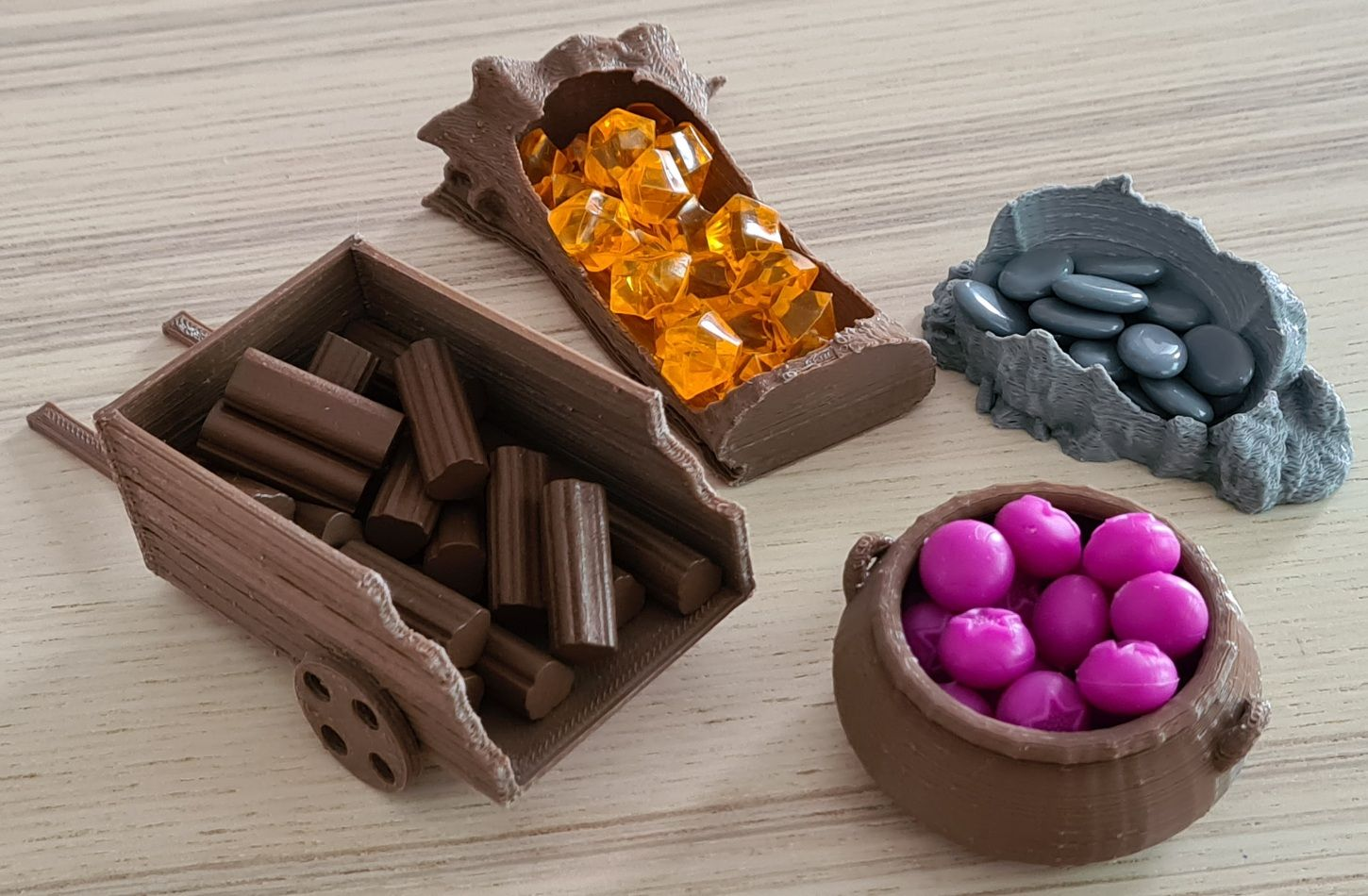
Компоненти гри

Кіт Ло з Paste Magazine та Vulture назвав Евердел однією з найкращих нових настільних ігор 2018 року, відзначивши її ігровий процес, тему лісових тварин та «прекрасне» художнє оформлення і компоненти. Smithsonian також назвав її однією з найкращих ігор 2018 року, високо оцінивши тактильні компоненти, такі як важкі монети, м'які ягоди та тривимірне дерево, яке утримує карти, доступні для покупки. У 2022 році журнал включив The Complete Collection до списку найкращих ігор.
Евердел була номінована на премію Golden Geek у категорії «Найкраще оформлення та презентація».

## Доповнення
Starling Games провели кілька успішних Kickstarter кампаній для фінансування доповнень до гри.
Перше доповнення Pearlbrook було випущене у 2019 році після успішного фінансування на Kickstarter у вересні 2018 року. Доповнення додає жабу-амбасадора, яка може збирати перлини та взаємодіяти з підводними істотами.
У вересні 2019 року були профінансовані ще два доповнення. Spirecrest додає нову гірську дошку, яку гравці можуть досліджувати, а також різні нові типи карт. Bellfaire додає декілька модулів, зокрема унікальні здібності гравців, нове місце на ринку та правила для гри у форматі 5-6 гравців.
Третя кампанія Kickstarter у вересні 2021 року фінансувала ще два доповнення. Newleaf додає нову станційну дошку та компоненти, пов'язані з потягами. Mistwood додає новий режим гри, призначений для одного або двох гравців. Версія гри під назвою Everdell: The Complete Collection з усіма 5 доповненнями також була профінансована в рамках цієї кампанії. Доповнення та Complete Collection були випущені у 2023 році.
Спрощена версія основної гри, орієнтована на молодшу аудиторію, під назвою My Lil' Everdell була видана у 2022 році.

## Цифрова версія
Відеоадаптація гри, розроблена компанією Dire Wolf, була випущена у липні 2022 року на Steam, iOS та Android. Версія для Nintendo Switch була випущена у вересні 2022 року.